# Giuseppe Chiappella
Giuseppe Chiappella, detto Beppe (San Donato Milanese, 28 settembre 1924 – Milano, 26 dicembre 2009), è stato un calciatore e allenatore di calcio italiano, di ruolo difensore.

## Biografia
È morto il 26 dicembre 2009, all'età di 85 anni, dopo una lunga malattia.

## Caratteristiche tecniche
(Enciclopedia dello Sport, p. 654)
Giocatore corpulento e combattivo, giocava a metà strada tra il reparto difensivo e quello di centrocampo, in un ruolo che era un po' da stopper e un po' da mediano.
Chiappella impersonò la figura tattica del centromediano metodista, in quanto era il giocatore piazzato di fronte alla difesa con funzioni di francobollatore dell'attaccante più pericoloso e di portatore di palla. Famosi furono i suoi interventi in scivolata da tergo che facevano impazzire gli avversari.

## Carriera

### Giocatore

#### Club
La seconda guerra mondiale gli impedì di intraprendere da giovanissimo la carriera da calciatore; esordì da professionista a 22 anni con la maglia del Pisa in Serie B.
Con la casacca della Fiorentina disputò 329 partite in Serie A (5 reti) tra il 1949 ed il 1960; debuttò l'11 settembre 1949 in un Juventus - Fiorentina 5-2.
Nella stagione 1955-1956 vinse lo scudetto, il primo della storia dei Viola. L'anno successivo giocò la finale della Coppa Campioni con il Real Madrid, persa 2-0 e conquistò la Coppa Grasshoppers. È secondo nella graduatoria di presenze con la maglia della Fiorentina. Perse due finali di Coppa Italia, nel 1958 e nel 1959-1960.

#### Nazionale

Chiappella (accosciato, primo da sinistra) in Nazionale nel 1956

Tra il 1953 e il 1957 collezionò 17 presenze in Nazionale italiana; debuttò il 13 novembre 1953 in Egitto - Italia 1-2.

### Allenatore

Chiappella tecnico del Cagliari negli anni settanta, assieme a Gigi Riva.

Da allenatore si è seduto sulle panchine di Fiorentina, Napoli, Cagliari, Inter, Verona, Pisa, Pescara ed Arezzo, conquistando con la squadra gigliata due Coppe Italia, una Coppa delle Coppe e una Coppa Mitropa, perse le finali di Coppa delle Coppe 1961-1962 e Coppa Mitropa 1965.

## Statistiche

### Cronologia presenze e reti in nazionale
| Cronologia completa delle presenze e delle reti in nazionale ― Italia | Cronologia completa delle presenze e delle reti in nazionale ― Italia | Cronologia completa delle presenze e delle reti in nazionale ― Italia | Cronologia completa delle presenze e delle reti in nazionale ― Italia | Cronologia completa delle presenze e delle reti in nazionale ― Italia | Cronologia completa delle presenze e delle reti in nazionale ― Italia | Cronologia completa delle presenze e delle reti in nazionale ― Italia | Cronologia completa delle presenze e delle reti in nazionale ― Italia |
| Data                                                                  | Città                                                                 | In casa                                                               | Risultato                                                             | Ospiti                                                                | Competizione                                                          | Reti                                                                  | Note                                                                  |
| --------------------------------------------------------------------- | --------------------------------------------------------------------- | --------------------------------------------------------------------- | --------------------------------------------------------------------- | --------------------------------------------------------------------- | --------------------------------------------------------------------- | --------------------------------------------------------------------- | --------------------------------------------------------------------- |
| 13-11-1953                                                            | Il Cairo                                                              | Egitto                                                                | 1 – 2                                                                 | Italia                                                                | Qual. Mondiali 1954                                                   | -                                                                     |                                                                       |
| 13-12-1953                                                            | Genova                                                                | Italia                                                                | 3 – 0                                                                 | Cecoslovacchia                                                        | Amichevole                                                            | -                                                                     |                                                                       |
| 24-1-1954                                                             | Milano                                                                | Italia                                                                | 5 – 1                                                                 | Egitto                                                                | Qual. Mondiali 1954                                                   | -                                                                     |                                                                       |
| 30-3-1955                                                             | Stoccarda                                                             | Germania                                                              | 1 – 2                                                                 | Italia                                                                | Amichevole                                                            | -                                                                     |                                                                       |
| 29-5-1955                                                             | Torino                                                                | Italia                                                                | 0 – 4                                                                 | Jugoslavia                                                            | Coppa Internazionale                                                  | -                                                                     |                                                                       |
| 18-12-1955                                                            | Roma                                                                  | Italia                                                                | 2 – 1                                                                 | Germania                                                              | Amichevole                                                            | -                                                                     |                                                                       |
| 15-2-1956                                                             | Bologna                                                               | Italia                                                                | 2 – 0                                                                 | Francia                                                               | Amichevole                                                            | -                                                                     |                                                                       |
| 25-4-1956                                                             | Milano                                                                | Italia                                                                | 3 – 0                                                                 | Brasile                                                               | Amichevole                                                            | -                                                                     |                                                                       |
| 24-6-1956                                                             | Buenos Aires                                                          | Argentina                                                             | 1 – 0                                                                 | Italia                                                                | Amichevole                                                            | -                                                                     |                                                                       |
| 1-7-1956                                                              | Rio de Janeiro                                                        | Brasile                                                               | 2 – 0                                                                 | Italia                                                                | Amichevole                                                            | -                                                                     |                                                                       |
| 11-11-1956                                                            | Berna                                                                 | Svizzera                                                              | 1 – 1                                                                 | Italia                                                                | Coppa Internazionale                                                  | -                                                                     |                                                                       |
| 9-12-1956                                                             | Genova                                                                | Italia                                                                | 2 – 1                                                                 | Austria                                                               | Coppa Internazionale                                                  | -                                                                     |                                                                       |
| 25-4-1957                                                             | Roma                                                                  | Italia                                                                | 1 – 0                                                                 | Irlanda del Nord                                                      | Qual. Mondiali 1958                                                   | -                                                                     |                                                                       |
| 12-5-1957                                                             | Zagabria                                                              | Jugoslavia                                                            | 6 – 1                                                                 | Italia                                                                | Coppa Internazionale                                                  | -                                                                     |                                                                       |
| 26-5-1957                                                             | Lisbona                                                               | Portogallo                                                            | 3 – 0                                                                 | Italia                                                                | Qual. Mondiali 1958                                                   | -                                                                     |                                                                       |
| 4-12-1957                                                             | Belfast                                                               | Irlanda del Nord                                                      | 2 – 2                                                                 | Italia                                                                | Amichevole                                                            | -                                                                     |                                                                       |
| 22-12-1957                                                            | Milano                                                                | Italia                                                                | 3 – 0                                                                 | Portogallo                                                            | Qual. Mondiali 1958                                                   | -                                                                     |                                                                       |
| Totale                                                                |                                                                       | Presenze                                                              | 17                                                                    |                                                                       | Reti                                                                  | 0                                                                     |                                                                       |

## Palmarès

### Giocatore

#### Club

##### Competizioni nazionali
- Campionato italiano: 1

Fiorentina: 1955-1956

##### Competizioni internazionali
- Coppa Grasshoppers: 1

Fiorentina: 1952-1957
- Coppa dell'Amicizia italo-francese: 2

Fiorentina: 1958-1959 1959-1960
- Coppa delle Alpi: 1

Fiorentina: 1959-1960

### Allenatore

#### Club

##### Competizioni nazionali
- Coppa Italia: 2

Fiorentina: 1960-1961, 1965-1966

##### Competizioni internazionali
- Coppa delle Coppe: 1

Fiorentina: 1960-1961
- Coppa Mitropa: 1

Fiorentina: 1966

#### Individuale
- Seminatore d'oro: 1

1965-1966